# Thằn lằn đá Aaron Bauer
Thằn lằn đá Aaron Bauer (danh pháp khoa học: Gekko aaronbaueri) là một loài tắc kè được phát hiện tại tỉnh Khammouane, miền trung Lào, được công bố trên tạp chí khoa học Zootaxa tháng 1 năm 2015. Loài này được đặt tên theo giáo sư Aaron M. Bauer, một nhà nghiên cứu bò sát tại Đại học Villanova, Hoa Kỳ.

## Phân bố
Tỉnh Khammouane, Lào.